# آلفا مونوز
آلفا مونوز (انگلیسی: Rafa Muñoz؛ زادهٔ ۲۱ مارس ۱۹۶۶) بازیکن فوتبال اهل اسپانیا است.
از باشگاه‌هایی که در آن بازی کرده‌است می‌توان به باشگاه فوتبال هرکولس و باشگاه فوتبال مالاگا اشاره کرد.